# Filme de zumbi

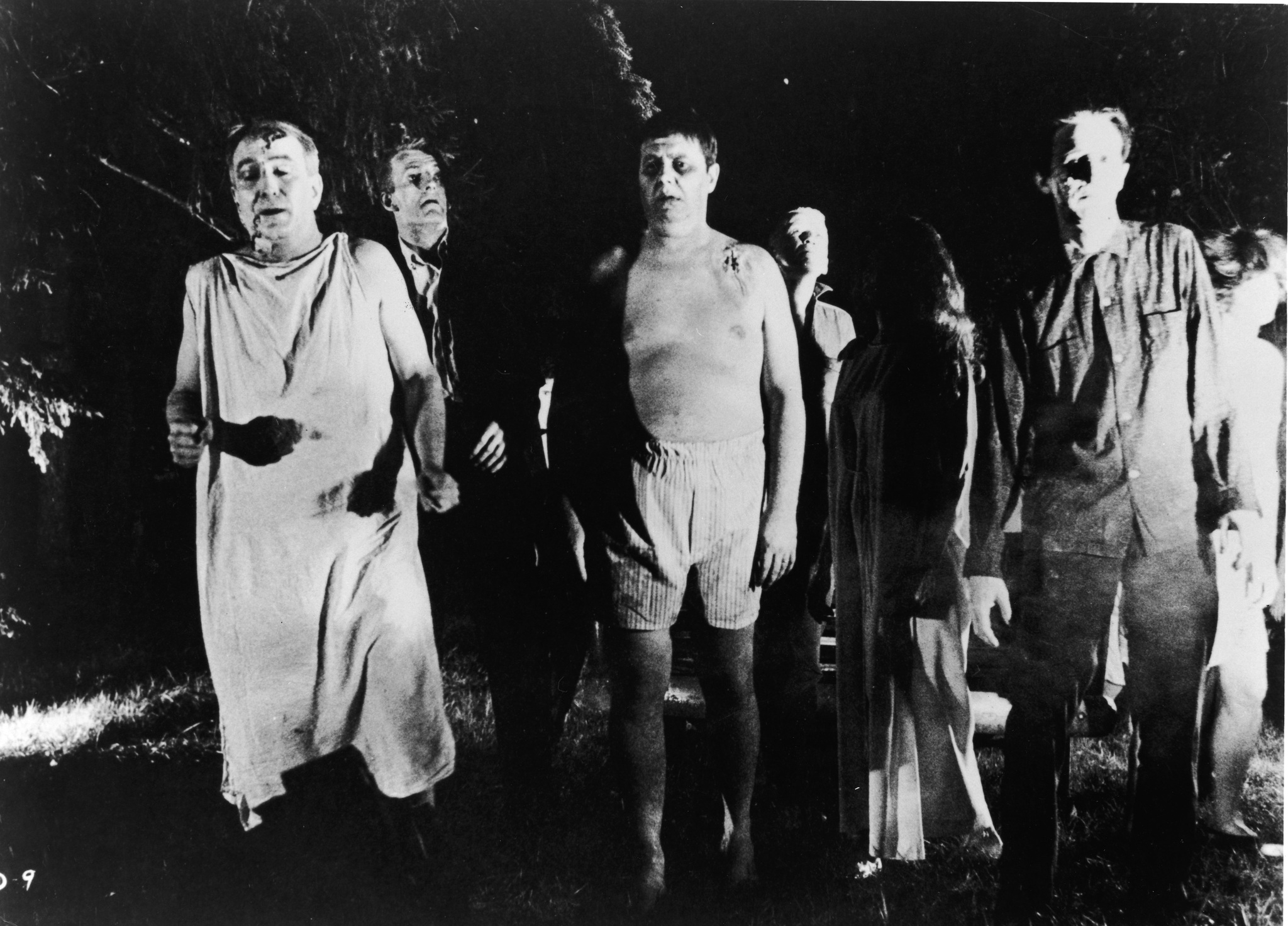
Foto do filme A Noite dos Mortos-Vivos (1968)

Filme de zumbi é um gênero cinematográfico. Zumbis são criaturas fictícias geralmente retratadas como cadáveres reanimados ou seres humanos infectados por vírus. Eles são comumente retratados como canibalísticos por natureza. Enquanto os filmes de zumbis geralmente se enquadram no gênero de terror, alguns cruzam para outros gêneros, como ação, comédia, ficção científica, suspense ou romance. Subgêneros distintos evoluíram, como a "comédia zumbi" ou o "apocalipse zumbi". Zumbis são diferentes de fantasmas, ghouls, múmias, monstros de Frankenstein ou vampiros, então esta lista não inclui filmes dedicados a esses tipos de mortos-vivos.

## História
White Zombie de Victor Halperin foi lançado em 1932 e é frequentemente citado como o primeiro filme de zumbi. Vários filmes de zumbi foram produzidos no final dos anos 1930 e 1940, incluindo I Walked with a Zombie (1943).
Inspirado pelo zumbi do folclore haitiano, o zumbi moderno surgiu na cultura popular durante a segunda metade do século XX, com o filme seminal de George A. Romero, A Noite dos Mortos-Vivos (1968). O filme recebeu uma sequência, Despertar dos Mortos (1978), que foi o filme de zumbi de maior sucesso comercial da época. Recebeu outra sequência, Day of the Dead (1985), e inspirou inúmeras obras como Zombi 2 (1979) e O Retorno dos Mortos-Vivos (1985). No entanto, os filmes de zumbis que se seguiram nas décadas de 1980 e 1990 não tiveram tanto sucesso comercial quanto Dawn of the Dead no final dos anos 1970.
No cinema de Hong Kong da década de 1980, o jiangshi chinês, uma criatura semelhante a um zumbi que remonta à ficção jiangshi da era da dinastia Qing dos séculos 18 e 19, foi destaque em uma onda de filmes jiangshi, popularizados por Mr.Vampire. Os filmes jiangshi de Hong Kong tornaram-se populares no chamado Extremo Oriente durante meados da década de 1980 até o início da década de 1990. Outro filme de zumbi americano, A Maldição dos Mortos-Vivos, foi lançado em 1988.
Mais tarde, um renascimento dos zumbis começou no chamado Extremo Oriente durante o final dos anos 1990, inspirado nos videogames de zumbis japoneses de 1996, Resident Evil e The House of the Dead, que levaram a uma onda de filmes asiáticos de zumbis de baixo orçamento, como o filme de comédia zumbi Bio Zombie (1998) e o filme japonês de ação Versus (2000). O renascimento do filme de zumbis mais tarde se tornou global, já que o sucesso mundial de jogos de zumbis como Resident Evil e The House of the Dead inspirou uma nova onda de filmes de zumbis ocidentais no início dos anos 2000, incluindo a série de filmes Resident Evil, o filme britânico Extermínio (2002) e sua sequência Extermínio 2 (2007), House of the Dead (2003), um remake de Dawn of the Dead de 2004 e o filme de paródia britânica Todo mundo quase morto (2004). O sucesso desses filmes levou o gênero zumbi a atingir um novo pico de sucesso comercial não visto desde a década de 1970.
Os filmes de zumbis criados nos anos 2000 apresentam zumbis mais ágeis, cruéis, inteligentes e mais fortes do que o zumbi tradicional. Esses novos zumbis velozes têm origem nos videogames, incluindo os cachorros zumbis correndo de Resident Evil e, particularmente, os zumbis humanos correndo de The House of the Dead .
No final da década de 2010, os filmes de zumbis começaram a declinar no mundo ocidental. No Japão, por outro lado, a comédia de zumbi japonesa de baixo orçamento One Cut of the Dead (2017) se tornou um grande sucesso, fazendo história nas bilheterias ao ganhar mais de mil vezes seu orçamento.

## Diferentes tipos de zumbis
As características dos zumbis variam de filme para filme. Cada cineasta dá a seus zumbis um conjunto único de qualidades para o universo daquele filme. Embora os zumbis sejam frequentemente retratados como lentos, como em A Noite dos Mortos-Vivos, outros filmes como Guerra Mundial Z (2013) retratam zumbis que se movem rapidamente e podem correr.
O surto de zumbis também pode ser causado por uma variedade de fontes. Muitos filmes têm zumbis que são pessoas infectadas com um vírus zumbi, enquanto outros filmes dão diferentes causas para o surto de zumbis. A radiação de uma sonda espacial faz com que os mortos ataquem os vivos em A Noite dos Mortos-Vivos. Em Invasão Zumbi (2016), o surto de zumbis é causado por um vazamento químico. Em The Girl with All the Gifts (2016), a doença zumbi é causada por um fungo.
A transformação de humano em zumbi também é diferente de filme para filme. O processo de transformação pode levar apenas alguns minutos, como em Guerra Mundial Z, ou pode levar várias horas, como em A Noite dos Mortos Vivos.
Em Friend of the World (2020), os zumbis podem transformar seus corpos para se fundir com as pessoas.
Os zumbis também têm diferentes fraquezas em diferentes filmes. Na maioria dos filmes, os zumbis só podem ser mortos destruindo o cérebro, muitas vezes com um tiro na cabeça. Porém, em A Noite dos Mortos Vivos, os zumbis também são repelidos pelo fogo.
Alguns filmes também retratam zumbis como seres sencientes. Meu namorado é um Zumbi (2013) é uma comédia romântica sobre zumbis que ainda estão conscientes em seus corpos e desejam poder estar vivos novamente. Em The Girl with All the Gifts, existem crianças híbridas humano-zumbi que agem como crianças normais, exceto quando estão com fome.